# Christian Ramos
Christian Guillermo Martín Ramos Garagay (San Juan de Miraflores, Perú, 4 de noviembre de 1988) es un futbolista peruano. Juega como defensa central y su equipo actual es  Alianza Universidad de la Liga 1 del Perú.

## Trayectoria

### Sporting Cristal
A los 13 años de edad pasó a integrar las divisiones menores de Sporting Cristal. En el 2007 hace su debut en Primera División con el cuadro cervecero, ese año se salvó del descenso en las últimas fechas. El 2008 realiza una excelente campaña donde jugó 47 partidos, logrando así clasificar a la Copa Libertadores 2009.

### Universidad San Martín
En el 2009, tras no tener muchas oportunidades en Cristal, fichó por la Universidad San Martín, con la que obtuvo el Campeonato Descentralizado 2010 siendo pieza fundamental en la zaga, lo que le valió su convocatoria al seleccionado nacional.

### Alianza Lima
Para el 2011 es contratado por Alianza Lima club del cual confesó ser hincha, llegó a disputar la final nacional de ese año que perdería ante el Juan Aurich. Ese año jugó 17 partidos y anotó 3 goles.
Luego de buenos partidos con la selección nacional, Ramos fue observado por equipos del exterior. Siendo el mercado argentino y el portugués los principales observadores. Cuando todo estaba acordado para su traspaso al Nacional Madeira, su fichaje se cayó por un tema de documentación.

### Juan Aurich
En 2013 es fichado por el cuadro chiclayano y vuelve a disputar una final nacional en 2014 perdiéndola una vez más, esta vez ante el Sporting Cristal. Dio una gran asistencia de gol para Marcos Delgado en la Copa Libertadores 2015, empatando 1-1 con River Plate en el propio Monumental.

### Gimnasia y Esgrima La Plata
En julio del 2016 se hace oficial su arribo al Club de Gimnasia y Esgrima La Plata comprándole el 50% del pase por 3 temporadas.

### Emelec de Ecuador
Llegó prestado de su equipo anterior por una temporada con opción a compra, llegó como reemplazo de Gabriel Achilier quien se marchó a México. Fue titular habitual y consiguió el campeonato del fútbol ecuatoriano. Jugó la Copa Libertadores 2017 llegó hasta octavos de final perdiendo ante San Lorenzo en definición por penales, la sombra falló uno de los penales.

### Tiburones Rojos de Veracruz
Luego de rescindir contrato con Emelec y quedar como jugador libre para el 2018 ficha por el cuadro de los Tiburones Rojos de Veracruz. Su fichaje fue por 3 temporadas jugando al lado de sus compatriotas Pedro Gallese, Cárlos Cáceda y Wilder Cartagena.

### Al-Nassr
En julio del 2018, Ramos ficha por el Al Nassr de la Liga Profesional Saudí por las dos próximas temporadas con opción a un tercer año.

### FBC Melgar
Viene al cuadro domino el 3 de marzo de 2019 para la Copa Libertadores en calidad de préstamo por Al Nassr por los próximos cuatro meses con ampliación a extenderlo.

### Universitario de Deportes
El 12 de julio de 2019 es presentado como refuerzo del Club Universitario de Deportes para afrontar el Torneo Clausura, llegó como jugador libre. En su debut en la Copa Bicentenario frente a Los Caimanes fue expulsado a los 34 minutos de iniciado el partido. A pesar de la intención de renovación por parte de la directiva y del director de Universitario Gregorio Pérez quien conversó con él, Ramos decidió alejarse de Universitario y firmar por la Universidad César Vallejo.

### Universidad César Vallejo
El 21 de diciembre de 2019 fichó por el club Universidad César Vallejo tras rechazar la oferta de ampliar su contrato con Universitario. Logró clasificar a la Copa Libertadores 2021.
Para la temporada 2021 seguiría en la Universidad César Vallejo Club de Fútbol donde disputaría 22 partidos entre Copa Libertadores y Primera División del Perú y daría 1 asistencia. Dejaría el club al finalizar la temporada el club lo despidió mediante sus redes. Al finalizar su contrato con la Vallejo, estaría en la órbita de Universitario de Deportes, donde se le hizo una propuesta formal. Sin embargo, el gerente deportivo Jean Ferrari desistiría su fichaje, debido a un supuesto hinchaje hacia el clásico rival Alianza Lima.

### Club Alianza Lima (Segunda Etapa)
El 18 de diciembre del 2021 se hace oficial el regreso de Ramos al Club Blanquiazul después de 10 temporadas como refuerzo para disputar la Liga 1 2022 (Perú) y la Copa Libertadores 2022.

### Sport Boys Callao[17]
Tras finalizar su contrato con Alianza Lima, Ramos firmó con Sport Boys Callao para la temporada 2023 de la Liga 1. En 2024, disputó 15 partidos en la Primera División peruana, sin registrar goles y con 4 partidos sin recibir goles (clean sheets). Su paso por Sport Boys fue relevante, consolidándose como un líder en la defensa del equipo chalaco.

### Alianza Universidad de Huánuco (Alianza UDH)
Desde el 1 de enero de 2025, Ramos firmó con Alianza Universidad de Huánuco para la Liga 1 Apertura 2025, con un contrato hasta el 31 de diciembre de 2025. Este movimiento marca su incorporación más reciente, según los registros actualizados.

## Selección nacional

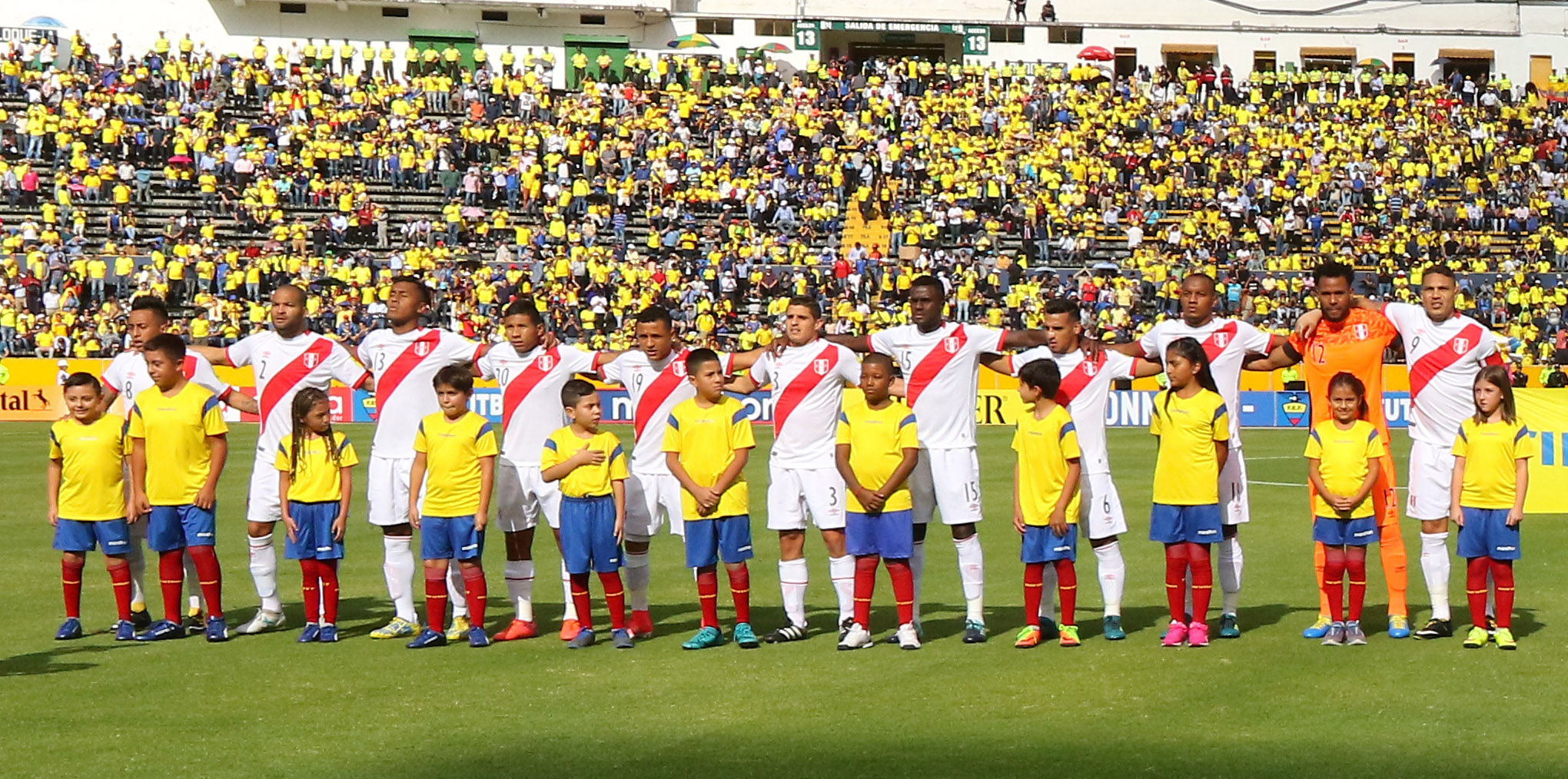
Ramos con la plantilla titular que alineó contra Ecuador en Quito, el partido terminó 2-1 a favor de Perú.

Seleccionado juvenil desde temprana edad, fue capitán del equipo peruano que disputó la Copa Mundial Sub-17 Perú 2005. También jugó el Campeonato Sudamericano Sub-20 de 2007 en Paraguay.
Con la selección de mayores, disputó la Copa América 2011 realizada en Argentina, en la cual Perú hizo una gran campaña y obtuvo el tercer puesto. El 20 de mayo de 2016 el entrenador Ricardo Gareca, lo incluyó en la nómina de 23 jugadores convocados para disputar la Copa América Centenario.
El estreno de la blanquirroja en la competición se produjo el 4 de junio de 2016 derrotando por 1-0 a Haití. Cuatro días más tarde empató por marcador de 2-2 ante su similar de Ecuador. Perú cerró su participación en la primera fase con una victoria por 1-0 ante Brasil. En los cuartos de final enfrentó a la selección de Colombia con la que empató 0-0 en el tiempo reglamentario, finalmente fueron derrotados por 4-2 en la tanda de penaltis.
En las eliminatorias para Rusia 2018, anotó el segundo gol de Perú en el partido de vuelta del repechaje contra Nueva Zelanda por un cupo al mundial, ganando en el global 2-0 y regresando a la selección inca a una Copa Mundial de Fútbol después de 36 años.
El 16 de mayo de 2018 el entrenador de la selección peruana, Ricardo Gareca, lo incluyó en la nómina preliminar de 24 jugadores convocados para la Copa Mundial de Fútbol de 2018. Fue confirmado en la lista definitiva de 23 jugadores el 4 de junio.

### Partidos con la selección absoluta
| \| Fecha \| Ciudad \| Locas \| Resultado \| Visitante \| Competición \| Goles \| \| ---------- \| ---------------- \| ----------------- \| --------- \| ----------------- \| ---------------------------------------------------------------- \| ----- \| \| 09-09-2009 \| Puerto La Cruz \| Venezuela \| 3:1 \| Perú \| Clasificatorias para la Copa Mundial 2010 \| \| \| 18-11-2009 \| Miami Gardens \| Honduras \| 1:2 \| Perú \| Amistoso \| \| \| 08-10-2010 \| Lima \| Perú \| 2:0 \| Costa Rica \| Amistoso \| \| \| 12-10-2010 \| Panamá \| Panamá \| 1:0 \| Perú \| Amistoso \| \| \| 18-11-2010 \| Bogotá \| Colombia \| 1:1 \| Perú \| Amistoso \| \| \| 08-02-2011 \| Moquegua \| Perú \| 1:0 \| Panamá \| Amistoso \| \| \| 29-03-2011 \| La Haya \| Perú \| 0:0 \| Ecuador \| Amistoso \| \| \| 04-06-2011 \| Matsumoto \| República Checa \| 0:0 \| Perú \| Copa Kirin 2011 \| \| \| 12-07-2011 \| Mendoza \| Chile \| 1:0 \| Perú \| Copa América 2011 \| \| \| 16-07-2011 \| Córdoba \| Colombia \| 0:2 \| Perú \| Copa América 2011 \| \| \| 23-07-2011 \| La Plata \| Perú \| 4:1 \| Venezuela \| Copa América 2011 \| \| \| 05-09-2011 \| La Paz \| Bolivia \| 0:0 \| Perú \| Amistoso \| \| \| 15-11-2011 \| Quito \| Ecuador \| 2:0 \| Perú \| Clasificatorias para la Copa Mundial 2014 \| \| \| 29-02-2012 \| Túnez \| Túnez \| 1:1 \| Perú \| Amistoso \| \| \| 21-03-2012 \| Arica \| Chile \| 3:1 \| Perú \| Amistoso \| \| \| 11-04-2012 \| Tacna \| Perú \| 0:3 \| Chile \| Amistoso \| \| \| 23-05-2012 \| Lima \| Perú \| 1:0 \| Nigeria \| Amistoso \| \| \| 03-06-2012 \| Lima \| Perú \| 0:1 \| Colombia \| Clasificatorias para la Copa Mundial 2014 \| \| \| 10-06-2012 \| Montevideo \| Uruguay \| 4:2 \| Perú \| Clasificatorias para la Copa Mundial 2014 \| \| \| 15-08-2012 \| San José \| Costa Rica \| 0:1 \| Perú \| Amistoso \| \| \| 12-10-2012 \| La Paz \| Bolivia \| 1:1 \| Perú \| Clasificatorias para la Copa Mundial 2014 \| \| \| 16-10-2012 \| Asunción \| Paraguay \| 1:0 \| Perú \| Clasificatorias para la Copa Mundial 2014 \| \| \| 14-11-2012 \| Houston \| Honduras \| 0:0 \| Perú \| Amistoso \| \| \| 06-02-2013 \| Couva \| Trinidad y Tobago \| 0:2 \| Perú \| Amistoso \| \| \| 22-03-2013 \| Lima \| Perú \| 1:0 \| Chile \| Clasificatorias para la Copa Mundial 2014 \| \| \| 17-04-2013 \| San Fracisco \| Perú \| 0:0 \| México \| Amistoso \| \| \| 01-06-2013 \| Panamá \| Panamá \| 1:2 \| Perú \| Amistoso \| \| \| 14-08-2013 \| Suwon \| Corea del Sur \| 0:0 \| Perú \| Amistoso \| \| \| 06-09-2013 \| Lima \| Perú \| 1:2 \| Uruguay \| Clasificatorias para la Copa Mundial 2014 \| \| \| 30-05-2014 \| Londres \| Inglaterra \| 3:0 \| Perú \| Amistoso \| \| \| 03-06-2014 \| Lucerna \| Suiza \| 2:0 \| Perú \| Amistoso \| \| \| 06-08-2014 \| Lima \| Perú \| 3:0 \| Panamá \| Amistoso \| \| \| 10-10-2014 \| Valparaíso \| Chile \| 3:0 \| Perú \| Amistoso \| \| \| 14-10-2014 \| Lima \| Perú \| 1:0 \| Guatemala \| Amistoso \| \| \| 14-11-2014 \| Luque \| Paraguay \| 2:1 \| Perú \| Amistoso \| \| \| 18-11-2014 \| Lima \| Perú \| 2:1 \| Paraguay \| Amistoso \| \| \| 31-03-2015 \| Fort Lauderdale \| Venezuela \| 1:0 \| Perú \| Amistoso \| \| \| 29-06-2015 \| Santiago \| Chile \| 2:1 \| Perú \| Copa América 2015 \| \| \| 03-07-2015 \| Concepción \| Paraguay \| 0:2 \| Perú \| Copa América 2015 \| \| \| 08-09-2015 \| Harrison \| Colombia \| 1:1 \| Perú \| Amistoso \| \| \| 07-10-2015 \| Barranquilla \| Colombia \| 2:0 \| Perú \| Clasificatorias para la Copa Mundial 2018 \| \| \| 29-03-2016 \| Montevideo \| Uruguay \| 1:0 \| Perú \| Clasificatorias para la Copa Mundial 2018 \| \| \| 23-05-2016 \| Lima \| Perú \| 4:0 \| Trinidad y Tobago \| Amistoso \| \| \| 28-05-2016 \| Washington D. C. \| Perú \| 3:1 \| El Salvador \| Amistoso \| \| \| 04-06-2016 \| Seattle \| Haití \| 0:1 \| Perú \| Copa América 2016 \| \| \| 08-06-2016 \| Glendale \| Ecuador \| 2:2 \| Perú \| Copa América 2016 \| \| \| 12-06-2016 \| Foxborough \| Brasil \| 0:1 \| Perú \| Copa América 2016 \| \| \| 17-06-2016 \| East Rutherford \| Perú \| 0:0 / 2:4 \| Colombia \| Copa América 2016 \| \| \| 01-09-2016 \| La Paz \| Bolivia \| 0:3[22] \| Perú \| Clasificatorias para la Copa Mundial 2018 \| \| \| 06-09-2016 \| Lima \| Perú \| 2:1 \| Ecuador \| Clasificatorias para la Copa Mundial 2018 \| \| \| 06-10-2016 \| Lima \| Perú \| 2:2 \| Argentina \| Clasificatorias para la Copa Mundial 2018 \| \| \| 11-10-2016 \| Santiago \| Chile \| 2:1 \| Perú \| Clasificatorias para la Copa Mundial 2018 \| \| \| 10-11-2016 \| Asunción \| Paraguay \| 1:4 \| Perú \| Clasificatorias para la Copa Mundial 2018 \| \| \| 15-11-2016 \| Lima \| Perú \| 0:2 \| Brasil \| Clasificatorias para la Copa Mundial 2018 \| \| \| 23-03-2017 \| Maturín \| Venezuela \| 2:2 \| Perú \| Clasificatorias para la Copa Mundial 2018 \| \| \| 08-06-2017 \| Trujillo \| Perú \| 1:0 \| Paraguay \| Amistoso \| \| \| 13-06-2017 \| Arequipa \| Perú \| 3:1 \| Jamaica \| Amistoso \| \| \| 31-08-2017 \| Lima \| Perú \| 2:1 \| Bolivia \| Clasificatorias para la Copa Mundial 2018 \| \| \| 05-09-2017 \| Quito \| Ecuador \| 1:2 \| Perú \| Clasificatorias para la Copa Mundial 2018 \| \| \| 10-10-2017 \| Lima \| Perú \| 1:1 \| Colombia \| Clasificatorias para la Copa Mundial 2018 \| \| \| 11-11-2017 \| Wellington \| Nueva Zelanda \| 0:0 \| Perú \| Repesca para la Copa Mundial 2018 \| \| \| 15-11-2017 \| Lima \| Perú \| 2:0 \| Nueva Zelanda \| Repesca para la Copa Mundial 2018 \| \| \| 23-03-2018 \| Miami \| Perú \| 2:0 \| Croacia \| Amistoso \| \| \| 27-03-2018 \| Harrison \| Perú \| 3:1 \| Islandia \| Amistoso \| \| \| 29-05-2018 \| Lima \| Perú \| 2:0 \| Escocia \| Amistoso \| \| \| 03-06-2018 \| San Galo \| Perú \| 3:0 \| Arabia Saudita \| Amistoso \| \| \| 09-06-2018 \| Gotemburgo \| Suecia \| 0:0 \| Perú \| Amistoso \| \| \| 16-06-2018 \| Saransk \| Perú \| 0:1 \| Dinamarca \| Copa Mundial de Fútbol de 2018 \| \| \| 21-06-2018 \| Ekaterimburgo \| Francia \| 1:0 \| Perú \| Copa Mundial de Fútbol de 2018 \| \| \| 26-06-2018 \| Sochi \| Australia \| 0:2 \| Perú \| Copa Mundial de Fútbol de 2018 \| \| \| 06-09-2018 \| Ámsterdam \| Países Bajos \| 2:1 \| Perú \| Amistoso \| \| \| 12-10-2018 \| Miami Gardens \| Perú \| 3:0 \| Chile \| Amistoso \| \| \| 16-10-2018 \| Connecticut \| Estados Unidos \| 1:1 \| Perú \| Amistoso \| \| \| 15-11-2018 \| Lima \| Perú \| 0:2 \| Ecuador \| Amistoso \| \| \| 03-06-2021 \| Lima \| Perú \| 0:3 \| Colombia \| Clasificación de Conmebol para la Copa Mundial de Fútbol de 2022 \| \| \| 08-06-2021 \| Quito \| Ecuador \| 1:2 \| Perú \| Clasificación de Conmebol para la Copa Mundial de Fútbol de 2022 \| \| \| 17-06-2021 \| Río de Janeiro \| Brasil \| 4:0 \| Perú \| Copa América 2021 \| \| \| 20-06-2021 \| Goiânia \| Colombia \| 1:2 \| Perú \| Copa América 2021 \| \| \| 23-06-2021 \| Goiânia \| Ecuador \| 2:2 \| Perú \| Copa América 2021 \| \| \| Total \| \| Presencias \| 79 \| \| Goles \| 3 \| |                  |                   |           |                   |                                                                  |       |
| Fecha | Ciudad           | Locas             | Resultado | Visitante         | Competición                                                      | Goles |
| 09-09-2009 | Puerto La Cruz   | Venezuela         | 3:1       | Perú              | Clasificatorias para la Copa Mundial 2010                        |       |
| 18-11-2009 | Miami Gardens    | Honduras          | 1:2       | Perú              | Amistoso                                                         |       |
| 08-10-2010 | Lima             | Perú              | 2:0       | Costa Rica        | Amistoso                                                         |       |
| 12-10-2010 | Panamá           | Panamá            | 1:0       | Perú              | Amistoso                                                         |       |
| 18-11-2010 | Bogotá           | Colombia          | 1:1       | Perú              | Amistoso                                                         |       |
| 08-02-2011 | Moquegua         | Perú              | 1:0       | Panamá            | Amistoso                                                         |       |
| 29-03-2011 | La Haya          | Perú              | 0:0       | Ecuador           | Amistoso                                                         |       |
| 04-06-2011 | Matsumoto        | República Checa   | 0:0       | Perú              | Copa Kirin 2011                                                  |       |
| 12-07-2011 | Mendoza          | Chile             | 1:0       | Perú              | Copa América 2011                                                |       |
| 16-07-2011 | Córdoba          | Colombia          | 0:2       | Perú              | Copa América 2011                                                |       |
| 23-07-2011 | La Plata         | Perú              | 4:1       | Venezuela         | Copa América 2011                                                |       |
| 05-09-2011 | La Paz           | Bolivia           | 0:0       | Perú              | Amistoso                                                         |       |
| 15-11-2011 | Quito            | Ecuador           | 2:0       | Perú              | Clasificatorias para la Copa Mundial 2014                        |       |
| 29-02-2012 | Túnez            | Túnez             | 1:1       | Perú              | Amistoso                                                         |       |
| 21-03-2012 | Arica            | Chile             | 3:1       | Perú              | Amistoso                                                         |       |
| 11-04-2012 | Tacna            | Perú              | 0:3       | Chile             | Amistoso                                                         |       |
| 23-05-2012 | Lima             | Perú              | 1:0       | Nigeria           | Amistoso                                                         |       |
| 03-06-2012 | Lima             | Perú              | 0:1       | Colombia          | Clasificatorias para la Copa Mundial 2014                        |       |
| 10-06-2012 | Montevideo       | Uruguay           | 4:2       | Perú              | Clasificatorias para la Copa Mundial 2014                        |       |
| 15-08-2012 | San José         | Costa Rica        | 0:1       | Perú              | Amistoso                                                         |       |
| 12-10-2012 | La Paz           | Bolivia           | 1:1       | Perú              | Clasificatorias para la Copa Mundial 2014                        |       |
| 16-10-2012 | Asunción         | Paraguay          | 1:0       | Perú              | Clasificatorias para la Copa Mundial 2014                        |       |
| 14-11-2012 | Houston          | Honduras          | 0:0       | Perú              | Amistoso                                                         |       |
| 06-02-2013 | Couva            | Trinidad y Tobago | 0:2       | Perú              | Amistoso                                                         |       |
| 22-03-2013 | Lima             | Perú              | 1:0       | Chile             | Clasificatorias para la Copa Mundial 2014                        |       |
| 17-04-2013 | San Fracisco     | Perú              | 0:0       | México            | Amistoso                                                         |       |
| 01-06-2013 | Panamá           | Panamá            | 1:2       | Perú              | Amistoso                                                         |       |
| 14-08-2013 | Suwon            | Corea del Sur     | 0:0       | Perú              | Amistoso                                                         |       |
| 06-09-2013 | Lima             | Perú              | 1:2       | Uruguay           | Clasificatorias para la Copa Mundial 2014                        |       |
| 30-05-2014 | Londres          | Inglaterra        | 3:0       | Perú              | Amistoso                                                         |       |
| 03-06-2014 | Lucerna          | Suiza             | 2:0       | Perú              | Amistoso                                                         |       |
| 06-08-2014 | Lima             | Perú              | 3:0       | Panamá            | Amistoso                                                         |       |
| 10-10-2014 | Valparaíso       | Chile             | 3:0       | Perú              | Amistoso                                                         |       |
| 14-10-2014 | Lima             | Perú              | 1:0       | Guatemala         | Amistoso                                                         |       |
| 14-11-2014 | Luque            | Paraguay          | 2:1       | Perú              | Amistoso                                                         |       |
| 18-11-2014 | Lima             | Perú              | 2:1       | Paraguay          | Amistoso                                                         |       |
| 31-03-2015 | Fort Lauderdale  | Venezuela         | 1:0       | Perú              | Amistoso                                                         |       |
| 29-06-2015 | Santiago         | Chile             | 2:1       | Perú              | Copa América 2015                                                |       |
| 03-07-2015 | Concepción       | Paraguay          | 0:2       | Perú              | Copa América 2015                                                |       |
| 08-09-2015 | Harrison         | Colombia          | 1:1       | Perú              | Amistoso                                                         |       |
| 07-10-2015 | Barranquilla     | Colombia          | 2:0       | Perú              | Clasificatorias para la Copa Mundial 2018                        |       |
| 29-03-2016 | Montevideo       | Uruguay           | 1:0       | Perú              | Clasificatorias para la Copa Mundial 2018                        |       |
| 23-05-2016 | Lima             | Perú              | 4:0       | Trinidad y Tobago | Amistoso                                                         |       |
| 28-05-2016 | Washington D. C. | Perú              | 3:1       | El Salvador       | Amistoso                                                         |       |
| 04-06-2016 | Seattle          | Haití             | 0:1       | Perú              | Copa América 2016                                                |       |
| 08-06-2016 | Glendale         | Ecuador           | 2:2       | Perú              | Copa América 2016                                                |       |
| 12-06-2016 | Foxborough       | Brasil            | 0:1       | Perú              | Copa América 2016                                                |       |
| 17-06-2016 | East Rutherford  | Perú              | 0:0 / 2:4 | Colombia          | Copa América 2016                                                |       |
| 01-09-2016 | La Paz           | Bolivia           | 0:3       | Perú              | Clasificatorias para la Copa Mundial 2018                        |       |
| 06-09-2016 | Lima             | Perú              | 2:1       | Ecuador           | Clasificatorias para la Copa Mundial 2018                        |       |
| 06-10-2016 | Lima             | Perú              | 2:2       | Argentina         | Clasificatorias para la Copa Mundial 2018                        |       |
| 11-10-2016 | Santiago         | Chile             | 2:1       | Perú              | Clasificatorias para la Copa Mundial 2018                        |       |
| 10-11-2016 | Asunción         | Paraguay          | 1:4       | Perú              | Clasificatorias para la Copa Mundial 2018                        |       |
| 15-11-2016 | Lima             | Perú              | 0:2       | Brasil            | Clasificatorias para la Copa Mundial 2018                        |       |
| 23-03-2017 | Maturín          | Venezuela         | 2:2       | Perú              | Clasificatorias para la Copa Mundial 2018                        |       |
| 08-06-2017 | Trujillo         | Perú              | 1:0       | Paraguay          | Amistoso                                                         |       |
| 13-06-2017 | Arequipa         | Perú              | 3:1       | Jamaica           | Amistoso                                                         |       |
| 31-08-2017 | Lima             | Perú              | 2:1       | Bolivia           | Clasificatorias para la Copa Mundial 2018                        |       |
| 05-09-2017 | Quito            | Ecuador           | 1:2       | Perú              | Clasificatorias para la Copa Mundial 2018                        |       |
| 10-10-2017 | Lima             | Perú              | 1:1       | Colombia          | Clasificatorias para la Copa Mundial 2018                        |       |
| 11-11-2017 | Wellington       | Nueva Zelanda     | 0:0       | Perú              | Repesca para la Copa Mundial 2018                                |       |
| 15-11-2017 | Lima             | Perú              | 2:0       | Nueva Zelanda     | Repesca para la Copa Mundial 2018                                |       |
| 23-03-2018 | Miami            | Perú              | 2:0       | Croacia           | Amistoso                                                         |       |
| 27-03-2018 | Harrison         | Perú              | 3:1       | Islandia          | Amistoso                                                         |       |
| 29-05-2018 | Lima             | Perú              | 2:0       | Escocia           | Amistoso                                                         |       |
| 03-06-2018 | San Galo         | Perú              | 3:0       | Arabia Saudita    | Amistoso                                                         |       |
| 09-06-2018 | Gotemburgo       | Suecia            | 0:0       | Perú              | Amistoso                                                         |       |
| 16-06-2018 | Saransk          | Perú              | 0:1       | Dinamarca         | Copa Mundial de Fútbol de 2018                                   |       |
| 21-06-2018 | Ekaterimburgo    | Francia           | 1:0       | Perú              | Copa Mundial de Fútbol de 2018                                   |       |
| 26-06-2018 | Sochi            | Australia         | 0:2       | Perú              | Copa Mundial de Fútbol de 2018                                   |       |
| 06-09-2018 | Ámsterdam        | Países Bajos      | 2:1       | Perú              | Amistoso                                                         |       |
| 12-10-2018 | Miami Gardens    | Perú              | 3:0       | Chile             | Amistoso                                                         |       |
| 16-10-2018 | Connecticut      | Estados Unidos    | 1:1       | Perú              | Amistoso                                                         |       |
| 15-11-2018 | Lima             | Perú              | 0:2       | Ecuador           | Amistoso                                                         |       |
| 03-06-2021 | Lima             | Perú              | 0:3       | Colombia          | Clasificación de Conmebol para la Copa Mundial de Fútbol de 2022 |       |
| 08-06-2021 | Quito            | Ecuador           | 1:2       | Perú              | Clasificación de Conmebol para la Copa Mundial de Fútbol de 2022 |       |
| 17-06-2021 | Río de Janeiro   | Brasil            | 4:0       | Perú              | Copa América 2021                                                |       |
| 20-06-2021 | Goiânia          | Colombia          | 1:2       | Perú              | Copa América 2021                                                |       |
| 23-06-2021 | Goiânia          | Ecuador           | 2:2       | Perú              | Copa América 2021                                                |       |
| Total |                  | Presencias        | 79        |                   | Goles                                                            | 3     |

### Participaciones en Copas del Mundo
| Mundial                  | Sede  | Resultado      | Partidos | Goles |
| ------------------------ | ----- | -------------- | -------- | ----- |
| Copa Mundial Sub-17 2005 | Perú  | Fase de grupos | 3        | 0     |
| Copa Mundial 2018        | Rusia | Fase de grupos | 3        | 0     |

### Participaciones en Eliminatorias
| Eliminatorias                 | Sede       | Selección | Resultado  | Partidos | Goles |
| ----------------------------- | ---------- | --------- | ---------- | -------- | ----- |
| Eliminatorias Mundial de 2010 | Sudamérica | Perú      | 10.º lugar | 1        | 0     |
| Eliminatorias Mundial de 2014 | Sudamérica | Perú      | 7.º lugar  | 7        | 0     |
| Eliminatorias Mundial de 2018 | Sudamérica | Perú      | 5.º lugar  | 14       | 2     |
| Eliminatorias Mundial de 2022 | Sudamérica | Perú      | 5.º lugar  | 8        | 0     |
| Total                         | Total      | Total     | Total      | 30       | 2     |

### Participaciones en Copa América
| Torneo                  | Sede           | Resultado        | Partidos | Goles |
| ----------------------- | -------------- | ---------------- | -------- | ----- |
| Copa América 2011       | Argentina      | Tercer lugar     | 3        | 0     |
| Copa América 2015       | Chile          | Tercer lugar     | 2        | 0     |
| Copa América Centenario | Estados Unidos | Cuartos de final | 4        | 0     |
| Copa América 2021       | Brasil         | Cuarto lugar     | 3        | 0     |

## Clubes
| Club                                  | Temporada           | Liga | Liga | Copas Nacionales * | Copas Nacionales * | Copas Internacionales ** | Copas Internacionales ** | Total | Total |
| Club                                  | Temporada           | PJ   | G    | PJ                 | G                  | PJ                       | G                        | PJ    | G     |
| ------------------------------------- | ------------------- | ---- | ---- | ------------------ | ------------------ | ------------------------ | ------------------------ | ----- | ----- |
| Sporting Cristal · Perú               | 2007                | 5    | 0    | -                  | -                  | -                        | -                        | 5     | 0     |
| Sporting Cristal · Perú               | 2008                | 47   | 2    | -                  | -                  | -                        | -                        | 47    | 2     |
| Sporting Cristal · Perú               | Total               | 52   | 2    | 0                  | 0                  | 0                        | 0                        | 52    | 2     |
| Universidad de San Martín · Perú      | 2009                | 35   | 1    | -                  | -                  | 7                        | 0                        | 42    | 1     |
| Universidad de San Martín · Perú      | 2010                | 36   | 1    | -                  | -                  | 4                        | 0                        | 40    | 1     |
| Universidad de San Martín · Perú      | 2012                | 36   | 5    | -                  | -                  | 2                        | 0                        | 38    | 5     |
| Universidad de San Martín · Perú      | Total               | 107  | 7    | 0                  | 0                  | 13                       | 0                        | 120   | 7     |
| Alianza Lima · Perú                   | 2011                | 17   | 2    | 0                  | 0                  | 2                        | 0                        | 19    | 2     |
| Alianza Lima · Perú                   | 2012                | 0    | 0    | -                  | -                  | 3                        | 0                        | 3     | 0     |
| Alianza Lima · Perú                   | Total               | 17   | 2    | 0                  | 0                  | 5                        | 0                        | 22    | 2     |
| Juan Aurich · Perú                    | 2013                | 33   | 0    | -                  | -                  | 2                        | 0                        | 35    | 0     |
| Juan Aurich · Perú                    | 2014                | 27   | 3    | 11                 | 1                  | -                        | -                        | 38    | 4     |
| Juan Aurich · Perú                    | 2015                | 30   | 1    | 4                  | 0                  | 5                        | 1                        | 39    | 2     |
| Juan Aurich · Perú                    | 2016                | 17   | 0    | -                  | -                  | -                        | -                        | 17    | 0     |
| Juan Aurich · Perú                    | Total               | 107  | 7    | 15                 | 0                  | 7                        | 1                        | 129   | 6     |
| Gimnasia y Esgrima La Plata Argentina | 2016-17             | 4    | 0    | 3                  | 0                  | -                        | -                        | 7     | 0     |
| Gimnasia y Esgrima La Plata Argentina | Total               | 4    | 0    | 3                  | 0                  | -                        | -                        | 7     | 0     |
| Emelec · Ecuador                      | 2017                | 25   | 0    | -                  | -                  | 4                        | 0                        | 29    | 0     |
| Emelec · Ecuador                      | Total               | 25   | 0    | 0                  | 0                  | 4                        | 0                        | 29    | 0     |
| Tiburones Rojos · México              | 2018                | 10   | 0    | 0                  | 0                  | -                        | -                        | 10    | 0     |
| Tiburones Rojos · México              | Total               | 10   | 0    | 0                  | 0                  | 0                        | 0                        | 10    | 0     |
| Al-Nassr Arabia Saudita               | 2018/19             | 10   | 0    | 5                  | 0                  | -                        | -                        | 15    | 0     |
| Al-Nassr Arabia Saudita               | Total               | 10   | 0    | 5                  | 0                  | -                        | -                        | 15    | 0     |
| FBC Melgar · Perú                     | 2019                | 10   | 0    | 0                  | 0                  | 6                        | 0                        | 16    | 0     |
| FBC Melgar · Perú                     | Total               | 10   | 0    | 0                  | 0                  | 6                        | 0                        | 16    | 0     |
| Universitario de Deportes · Perú      | 2019                | 12   | 0    | 1                  | 0                  | 0                        | 0                        | 13    | 0     |
| Universitario de Deportes · Perú      | Total               | 12   | 0    | 0                  | 0                  | 0                        | 0                        | 13    | 0     |
| Universidad César Vallejo · Perú      | 2020                | 14   | 1    | -                  | -                  | -                        | -                        | 14    | 1     |
| Universidad César Vallejo · Perú      | 2021                | 21   | 0    | -                  | -                  | 1                        | -                        | 22    | 0     |
| Universidad César Vallejo · Perú      | Total               | 35   | 1    | 0                  | 0                  | 0                        | 0                        | 36    | 1     |
| Alianza Lima · Perú                   | 2022                | 25   | 0    | -                  | -                  | 5                        | 0                        | 30    | 0     |
| Alianza Lima · Perú                   | Total               | 25   | 0    | 0                  | 0                  | 5                        | 0                        | 30    | 0     |
| Sport Boys · Perú                     | 2023                | 0    | 0    | -                  | -                  | -                        | -                        | 0     | 0     |
| Sport Boys · Perú                     | Total               | 0    | 0    | 0                  | 0                  | 0                        | 0                        | 0     | 0     |
| Deportivo Garcilaso · Perú            | 2024                |      |      | -                  | -                  | -                        | -                        |       |       |
| Deportivo Garcilaso · Perú            | Total               |      |      |                    |                    |                          |                          |       |       |
| Sport Boys · Perú                     | 2024                | 0    | 0    | -                  | -                  | -                        | -                        | 0     | 0     |
| Sport Boys · Perú                     | Total               | 0    | 0    | 0                  | 0                  | 0                        | 0                        | 0     | 0     |
| Total en su carrera                   | Total en su carrera | 384  | 18   | 25                 | 0                  | 40                       | 1                        | 454   | 19    |

## Palmarés

### Campeonatos nacionales
| Título                    | Equipo                    | País           | Año  |
| ------------------------- | ------------------------- | -------------- | ---- |
| Primera División del Perú | Universidad de San Martín | Perú           | 2010 |
| Serie A                   | C.S. Emelec               | Ecuador        | 2017 |
| Liga Profesional Saudí    | Al-Nassr                  | Arabia Saudita | 2019 |
| Torneo Clausura           | Alianza Lima              | Perú           | 2022 |
| Primera División del Perú | Alianza Lima              | Perú           | 2022 |

### Distinciones individuales
| Distinción                             | Año  |
| -------------------------------------- | ---- |
| Mejor once de la Liga 1 según la SAFAP | 2021 |